# Kevin Mina
Kevin Josué Mina Quiñónez (Quinindé; 2 de noviembre de 1993) es un futbolista ecuatoriano nacionalizado boliviano. Juega de delantero y su equipo actual es Guabirá de la Primera División de Bolivia.

## Clubes
| Club                     | País      | Año       |
| ------------------------ | --------- | --------- |
| UDJ Quinindé             | Ecuador   | 2012      |
| Barcelona S. C.          | Ecuador   | 2011-2012 |
| Deportivo Coca (Cedido)  | Ecuador   | 2012      |
| Barcelona S. C.          | Ecuador   | 2013      |
| Anaconda F. C. (Cedido)  | Ecuador   | 2013      |
| Águilas                  | Ecuador   | 2014      |
| C. S. Patria             | Ecuador   | 2015      |
| Imbabura S. C.           | Ecuador   | 2015      |
| Olmedo                   | Ecuador   | 2016-2020 |
| Guabirá                  | Bolivia   | 2021-2022 |
| Real Santa Cruz (Cedido) | Bolivia   | 2022      |
| 9 de Octubre F. C.       | Ecuador   | 2023      |
| Universitario            | Bolivia   | 2024      |
| Persikas Subang          | Indonesia | 2024-act. |